# 조병건
조병건(趙秉健, 1853년 음력 11월 5일~1924년 양력 1월 31일)은 대한제국의 관료이며 일제강점기에는 조선총독부 중추원 참의로 근무했다. 본관은 풍양(豊壤), 자는 희중(羲中), 호는 견산(見山)이다.

## 생애
1880년 문과에 급제한 뒤 승정원과 홍문관을 시작으로 학부, 법부, 농상공부의 참서관을 지냈다. 1908년에는 규장각 부제학에 올랐다.
1907년 대동학회에서 기초위원과 평의원을 맡는 등 한일 병합 조약 체결 전부터 친일 성향의 사회 단체에서 활동했다. 1910년 한일 병합으로 조선총독부가 설치되면서 총독부 자문 기관으로 신설된 중추원에 부찬의로 들어갔다. 1921년 중추원이 개편되었을 때는 주임대우 참의가 되었으며, 1924년 사망할 때까지 재직하여 총 중추원 근무 기간은 14년 가량이다.
1914년에는 제1차 세계대전에 참전한 일본군을 후원하는 경성군인후원회에 2원을 기부한 일이 있고, 1915년 한일 병합 5주년을 기념하는 조선물산공진회가 열렸을 때도 10원을 출연했다. 1916년 일제가 제국신민 양성을 목적으로 내세워 반도사편찬사업을 벌였을 때는 조사주임으로 임명되었다. 1920년에는 3·1 운동 이후의 문화통치와 관련해 새로 출범한 유교 계열의 친일 단체 대동사문회에서 강사를 맡았다.
일본 정부로부터 받은 훈장으로는 한국병합기념장(1912년)이 있다. 1924년 조병건이 병사하자 일본은 곧바로 중추원 칙임참의직을 수여하고 정5위에 추서하기도 했다.
2002년 발표된 친일파 708인 명단과 2008년 공개된 민족문제연구소의 친일인명사전 수록예정자 명단에 모두 선정되었다. 2007년 대한민국 친일반민족행위진상규명위원회가 발표한 친일반민족행위 195인 명단에도 포함되었다.

## 가계
- 양고조부 : 조시순(趙時淳) - 조풍진(趙豐鎭)의 양부
  - 증조부 : 조풍진(趙豐鎭) - 조운적(趙雲迪)의 양부
    - 양조부 : 조운적(趙雲迪) - 조석영(趙奭永)의 양부

- 생고조부 : 조시준(趙時俊)
- 생고조모 : 증 정경부인 반남 박씨, 박사해(朴師海)의 딸
  - 생증조부 : 조계진(趙綮鎭)
  - 생증조모 : 영일 정씨, 정호인(鄭好仁)의 딸
    - 생조부 : 조운섭(趙雲涉)
    - 생조모 : 증 정경부인 청송 심씨, 심황(沈鎤)의 딸
      - 아버지 : 조석영(趙奭永)
      - 어머니 : 온양 정씨, 정흥교(鄭興敎)의 딸
        - 아우 : 조병억(趙秉億)

- 부인 : 숙부인 반남 박씨, 박제문(朴齊文)의 딸
  - 장녀 : 조돌용(趙突容) - 한산 이씨 이동구(李同求)에게 시집감
  - 양자 : 조명하(趙銘夏) - 생부는 아우 조병억(趙秉億)

## 같이 보기
- 대동학회
- 조선총독부 중추원
- 대동사문회

## 참고자료
- 친일반민족행위진상규명위원회 (2007년 12월). 〈조병건〉 (PDF). 《2007년도 조사보고서 II - 친일반민족행위결정이유서》. 서울. 832~840쪽쪽. 발간등록번호 11-1560010-0000002-10. [깨진 링크(과거 내용 찾기)]